# Noisemaker EP
Noisemaker EP, pubblicato nel 2004, è un EP del dj italiano Gigi D'Agostino.

## Tracce
1. Traffico (Gigi D'Agostino and Luca Noise Mix) – 7:31 (Luca Noise)
2. Main Title - The Kiss (Gigi D'Agostino and Dj Pandolfi Mix) – 5:49 (Dj Pandolfi)
3. The Power of Love – 5:44 (Officina emotiva)
4. Momento contento – 7:39 (Gigi D'Agostino)